# Lista över fornlämningar i Falköpings kommun (Luttra)
Lista över fornlämningar i Falköpings kommun (Luttra) är en förteckning av ett urval av de fornlämningar som finns i Luttra i Falköpings kommun.
| Namn                   | Lämningstyp    | Tillkomsttid | Historisk indelning   | Plats | Läge                 | ID-nr          | Bild                                      |
| ---------------------- | -------------- | ------------ | --------------------- | ----- | -------------------- | -------------- | ----------------------------------------- |
| Luttra 4:1             | Stensättning   |              | Luttra, Västergötland |       | 58.137277, 13.546861 | 10197900040001 | Ladda upp en bild av detta fornminne      |
| Luttra 9:1             | Stensättning   |              | Luttra, Västergötland |       | 58.138559, 13.580335 | 10197900090001 | Ladda upp en bild av detta fornminne      |
| Luttra 15:1            | Stenkammargrav |              | Luttra, Västergötland |       | 58.131578, 13.568885 | 10197900150001 | Ladda upp en till bild av detta fornminne |
| Luttra 16:1            | Stenkammargrav |              | Luttra, Västergötland |       | 58.131228, 13.569989 | 10197900160001 | Ladda upp en till bild av detta fornminne |
| Luttra 17:1            | Hög            |              | Luttra, Västergötland |       | 58.130460, 13.574160 | 10197900170001 | Ladda upp en bild av detta fornminne      |
| Luttra 18:1            | Stenkammargrav |              | Luttra, Västergötland |       | 58.120424, 13.559735 | 10197900180001 | Ladda upp en bild av detta fornminne      |
| Luttra 19:1            | Stensättning   |              | Luttra, Västergötland |       | 58.119943, 13.554912 | 10197900190001 | Ladda upp en bild av detta fornminne      |
| Luttra 20:1            | Stenkammargrav |              | Luttra, Västergötland |       | 58.117218, 13.556596 | 10197900200001 | Ladda upp en bild av detta fornminne      |
| Luttra 23:1            | Stenkammargrav |              | Luttra, Västergötland |       | 58.115311, 13.553635 | 10197900230001 | Ladda upp en bild av detta fornminne      |
| Luttra 38:1            | Stenkammargrav |              | Luttra, Västergötland |       | 58.100431, 13.546341 | 10197900380001 | Ladda upp en bild av detta fornminne      |
| Bronslid (Luttra 39:1) | Stenkammargrav |              | Luttra, Västergötland |       | 58.096568, 13.558620 | 10197900390001 | Ladda upp en bild av detta fornminne      |
| Bronslid (Luttra 39:2) | Hällristning   |              | Luttra, Västergötland |       | 58.096568, 13.558620 | 10197900390002 | Ladda upp en bild av detta fornminne      |
| Bronslid (Luttra 39:3) | Hällristning   |              | Luttra, Västergötland |       | 58.096568, 13.558620 | 10197900390003 | Ladda upp en bild av detta fornminne      |
| Luttra 40:1            | Stenkammargrav |              | Luttra, Västergötland |       | 58.144696, 13.535289 | 10197900400001 | Ladda upp en bild av detta fornminne      |